# Johannes Abromeit
Johannes Abromeit (født 17. februar 1857 i Paschleitschen, Østpreussen, død 19. januar 1946 i Jena, Tyskland) var en tysk botaniker og lærer.
Han blev født i byen Paschleitschen nær Ragnit i Østpreussen, og han studerede naturvidenskab, tysk litteratur og filosofi på Albertus-Universität Königsberg mellem 1879-1884. I løbet af sit liv tjente Abromeit som botanikassistent ved Botanisk Institut i Königsberg, privat foredragsholder og "ekstraordinær professor i botanik" på Albertus-Universität Königsberg. Han var stærkt involveret i Preussische Botanische Verein hele sit professionelle liv. Carl Christian Mez navngav slægten Abromeitia fra familien Myrsinaceae i hans ære.
Autornavnet Abrom. kan bruges for Johannes Abromeit sammen med et videnskabeligt artsnavn inden for botanikken. (Wikipedia-artikler der bruger autornavnet)